# Tina Laco
Tina Laco (Mostar, 9. kolovoza 1985.), hrvatska je teatrologinja, glumica i sveučilišna profesorica iz Bosne i Hercegovine.

## Životopis
Rođena je 1985. u Mostaru, gdje je i zaposlena na Filozofskom fakultetu Sveučilišta u Mostaru.
Na Sveučilištu u Mostaru diplomirala je hrvatski i engleski jezik i književnost 2009. godine, a iste godine diplomirala je i glumu na Univerzitetu Džemal Bijedić na Odsjeku dramske umjetnosti. Tijekom studija dobila je Rektorovu nagradu na Sveučilištu u Mostaru, kao i dvije Rektorove nagrade na Univerzitetu „Džemal Bijedić“.
Na Filozofskom fakultetu Sveučilišta u Zagrebu na Odsjeku za komparativnu književnost obranila je doktorsku disertaciju na temu Teatrologija Bosne i Hercegovine nakon Drugog svjetskog rata.
Sudionica je više kulturnih i akademskih događanja u Mostaru i Bosni i Hercegovini kao moderator, promotor, izbornik, član žirija. Piše, glumi i režira predstave za djecu.
Znanstvene članke objavljivala je u časopisima Osvit, Društvene i humanističke studije, Život, Riječ, Novi Izraz, Motrišta i dr.
Njezina doktorska disertacija Bosanskohercegovačka teaterologija nakon Drugog svjetskog rata objavljena je kao knjiga 2022. godine.
Sudjelovala je na više znanstvenih skupova.

## Vanjske poveznice
- Radio MIR Međugorje: Tina Laco "Živim sve svoje snove"
- Tina Laco: O "Maskama dramskog subjekta"
- Tina Laco: Četiri slogana i dva ljubavna stiha
- Tina Laco: Jajce s Kazališnim igrama ove godine živi i odiše posebnom dinamikom
- Tina Laco: ČUDESNA STVARNOST ROMANA / Stanko Krnjić
- U Lutkarskom kazalištu Mostar gostuje predstava "Noć čarobnih pahulja"
- Predstavljanje četiri zbirke pjesama povodom Ilindana